# LAS Maintenance
A LAS Maintenance está sediada em Lisboa, em Portugal. Foi fundada a 5 de maio de 1995 no âmbito da estratégia do LAS Group que anteriormente era denominada Louro Aeronaves e Serviços. A empresa surgiu quando dois ex-colaboradores da AIR Columbus repararam na falta de capacidade do mercado para satisfazer as necessidades de operadores aéreos relacionadas com a manutenção em linha de aeronaves. Aproveitaram estas falhas para montar o seu próprio negócio fornecendo uma alternativa a este tipo de serviços prestados nos aeroportos principais de Portugal.
Inicialmente, a LAS Maintenance abriu a sua atividade no Aeroporto de Faro e contava com apenas 2 clientes: a Air Europa (de Espanha) e a Icelandic (da Islândia), e somente 5 trabalhadores. Em 2008, já detinha 10 clientes, tais como a British Airways, SAS, KLM, Easy Jet, EuroAtlantic e Royal Air Maroc e mais de 30 funcionários.
A sua atividade foi expandida em Portugal Continental e também nas ilhas. No momento presente, a LAS Maintenance tem estações de assistência em linha a aviões nos principais aeroportos portugueses – Lisboa (LIS), Porto (OPO), Faro (FAO), Funchal (FNC), Ponta Delgada (PDL) – e conta com mais de 30 clientes mundiais. Em 2016, ganhou o contrato de assistência em escala dos aviões da Emirates no Aeroporto de Lisboa, passando esta companhia aérea do Dubai a ser uma das grandes clientes da LAS Maintenance. 